# Улица Белинского (Томск)
У́лица Бели́нского — улица в Томске, проходит от улицы Никитина до Учебной улицы.

## История
Возникла в Солдатской слободе Томска, где размещался томский гарнизон после его вывода с Воскресенской горы. В слободке возникли улицы — Офицерская, Солдатская, Жандармская. Первое упоминание Офицерской улицы встречается в 1864 году. В первоначальных своих границах находилась между Дроздовским переулком (ныне — Спортивным) и Симоновской (ныне — Учебной) улицей. Далее на север продолжалась Банным переулком, названным по имени существовавших здесь бань «за солдатскими казармами». Воду для них набирали из существовавшего здесь озера. В 1817 году озеро засыпали при благоустройстве территории.
В 1912 году в связи со 100-летием со дня рождения В. Г. Белинского улица была названа его именем. В 1949 году Банный переулок вошел в состав улицы.
В районе улицы существует так называемый сад Шкроева. Деятельно устраивавшийся в 1940—1960 годы, сад представлял собой значительное достижение плодового садоводства, создаваемое с конца 1930-х годов руками преподавателя Томского политехнического института Алексея Ивановича Шкроева (1904—1977), лидера мичуринского движения в области. В доставшемся ему от тестя, Станислава Майковского, саду имелись 62 яблони, 69 груш, 79 вишен, 100 слив, 116 ирги, 112 облепихи, 85 кустов крыжовника, 94 смородины, 120 винограда, 125 малины, 131 земляники. В 1950-е годы Шкроев — непременный участник ВДНХ от Томской области, неоднократно становился лауреатом выставки. Результаты работы были опубликованы в Трудах Томского университета в 1951 году («Виноград в Томске»), в 1954 году в Трудах ВНИИТОЛЕС «Ускоренное формирование стланцев яблони в питомнике».

## Достопримечательности

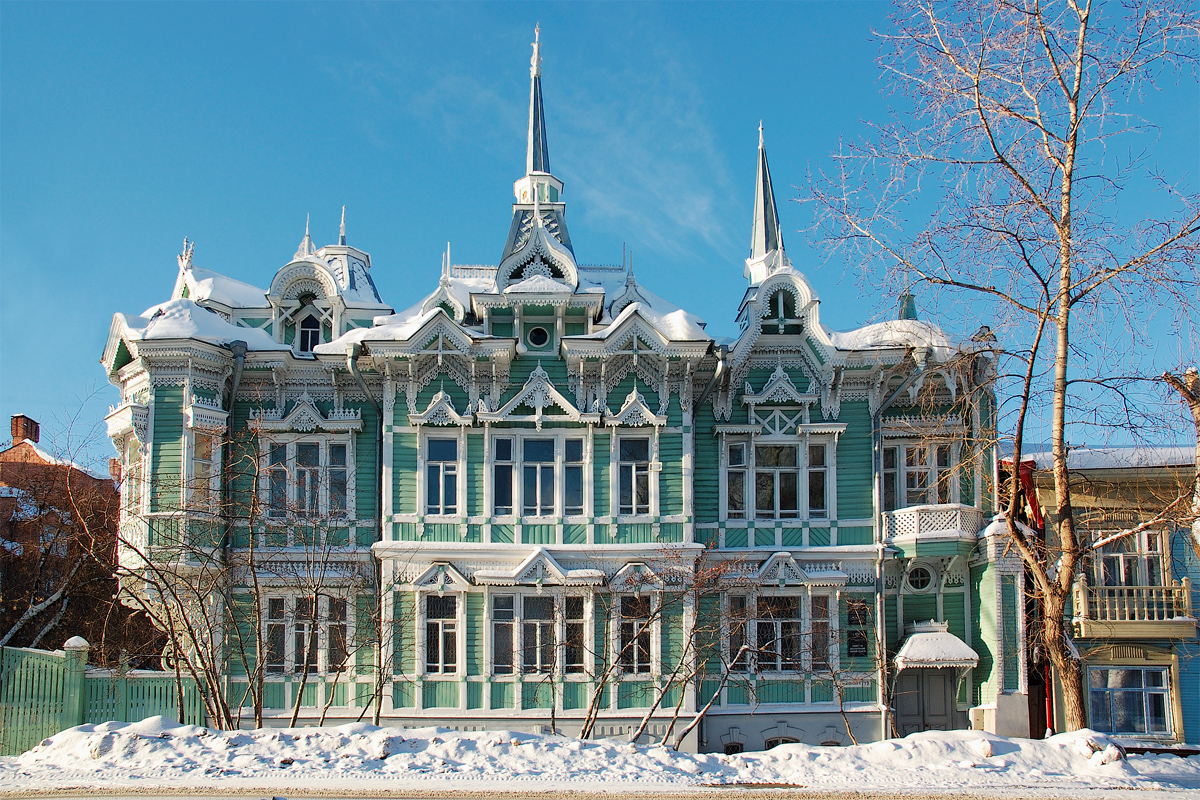
Особняк Хомича

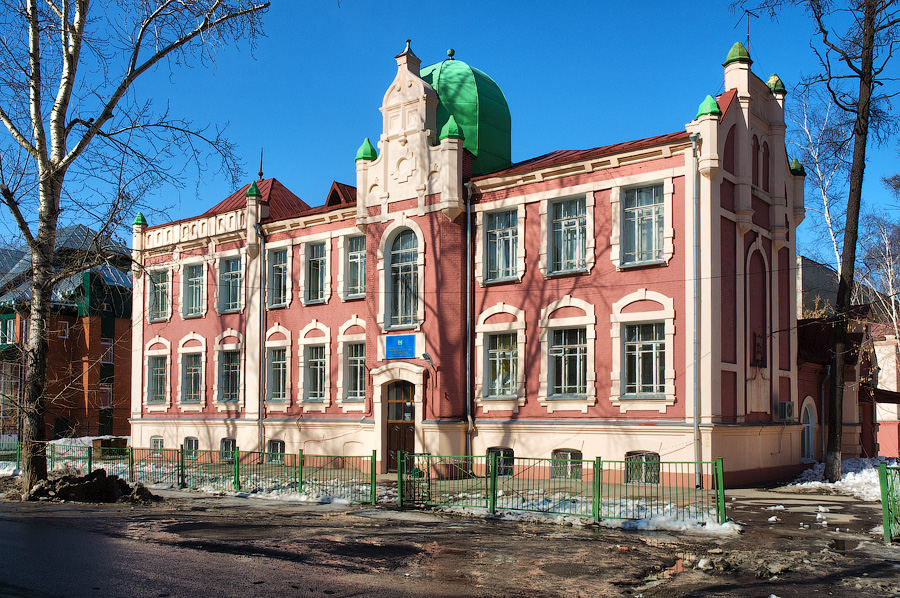
Пироговское училище

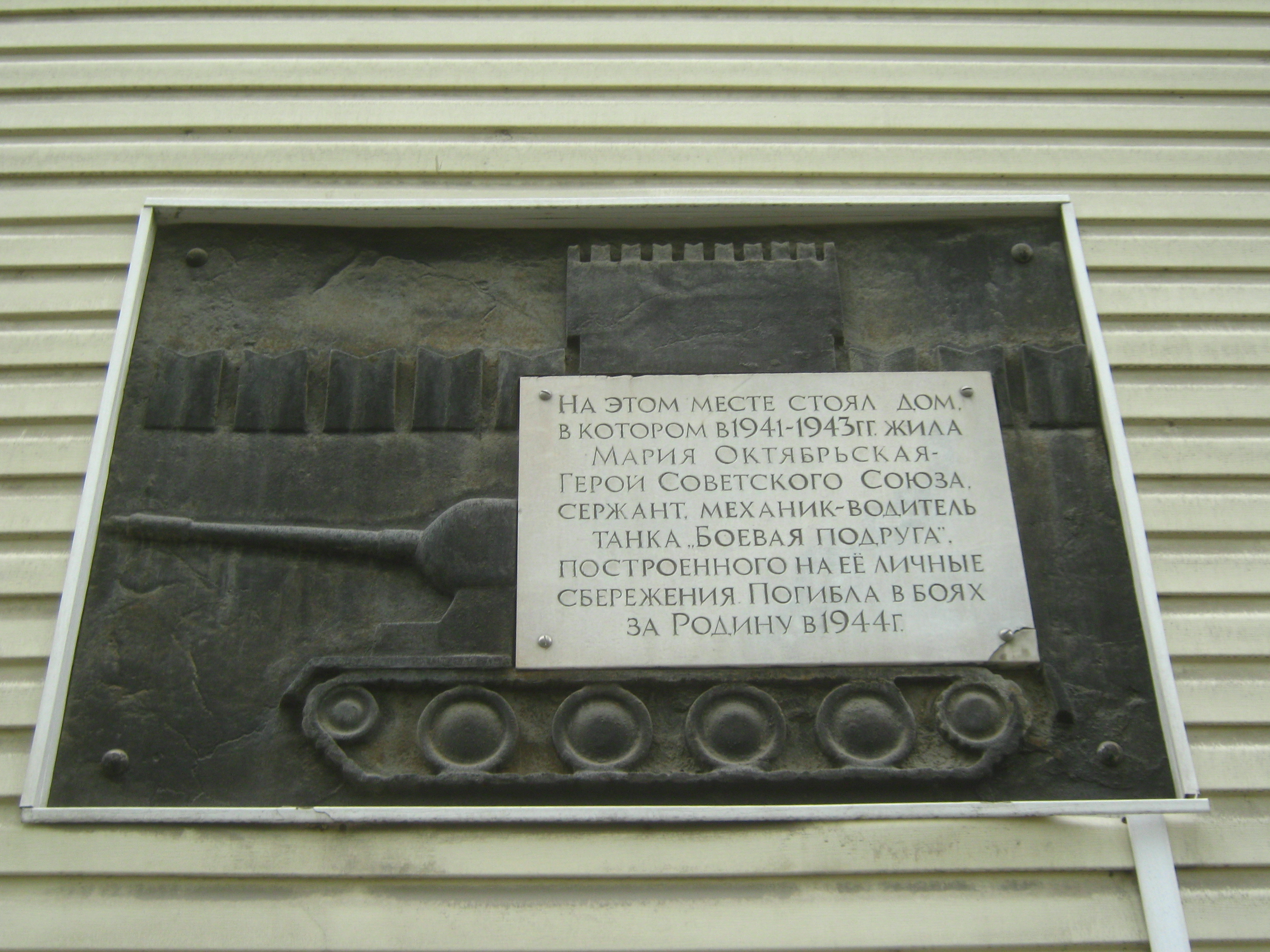
Мемориальная доска Марии Октябрьской

- дом 19 — особняк Хомича (1904),  памятник архитектуры № 7010004000
- дом 20 — частную клинику А. Левашова в этом доме посещал в 1916 году К. Бальмонт,  памятник архитектуры № 7030071000.
- дом 23 — особняк М. Д. Михайловского (архитектор В. Оржешко, 1911),  памятник архитектуры № 7000096000.
- двухэтажный жилой дом, улица Белинского, 27 / Улица Карташова, 18,  памятник архитектуры № 7000097000.
- двухэтажный жилой дом, улица Белинского, 27а,  памятник архитектуры № 7030072000.
- дом 31 (не сохранился) — в 1941—1943 годах жила Мария Октябрьская, участник Великой Отечественной войны, механик-водитель танка. . Мемориальная доска установлена на д. 41[2]
- угол с улицей Пирогова — бывшее Пироговское училище (архитектор К. Лыгин, 1912), первое каменное здание на улице,  памятник архитектуры № 7000198000.
- дом 48 — бывший сад Шкроева.[3][4]
- дом 72 — усадьба О. М. Трусколявского[5] (начало XIX века), жил врач и видный политический деятель, последний городской голова Томска Александр Александрович Грацианов,  памятник архитектуры № 7020030000.
- дом 80 — в 1919 году жил русский географ, этнограф, публицист, фольклорист, ботаник, один из основателей сибирского областничества, Почётный гражданин Томска Г. Н. Потанин (мемориальная доска).

## Новая история
Новые производственные корпуса возвёл по улице электроламповый завод, эвакуированный в Томск из Москвы в годы Великой Отечественной войны.
В бывшем Пироговском училище ныне разместился Томский областной институт повышения квалификации и переподготовки работников образования, в д. 72 — Дом приёмов Томской области.

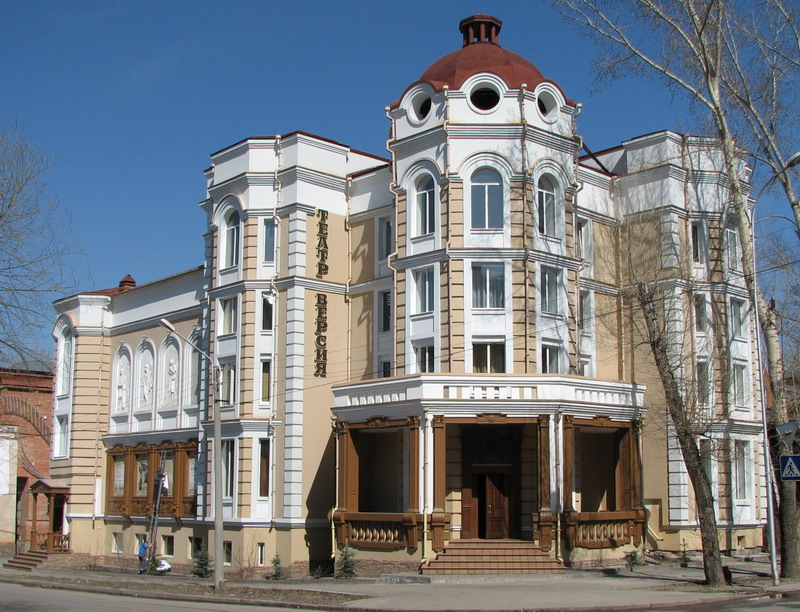
театр «Версия»

В 1980—2000 годы на месте старой деревянной застройки построены новые высокоэтажные дома, гостиница «Спутник», диагностическая поликлиника, здания таможни, прокуратуры, театра «Версия».